# Hoplolabis
Hoplolabis är ett släkte av tvåvingar som beskrevs av Osten Sacken 1869. Hoplolabis ingår i familjen småharkrankar.

## Dottertaxa tillHoplolabis, i alfabetisk ordning[1][2]
- Hoplolabis albibasis
- Hoplolabis amseliana
- Hoplolabis areolata
- Hoplolabis armata
- Hoplolabis asiatica
- Hoplolabis badakhensis
- Hoplolabis bipartita
- Hoplolabis caudata
- Hoplolabis complicata
- Hoplolabis dichroa
- Hoplolabis estella
- Hoplolabis fluviatilis
- Hoplolabis forcipula
- Hoplolabis idiophallus
- Hoplolabis iranica
- Hoplolabis latiloba
- Hoplolabis longior
- Hoplolabis machidai
- Hoplolabis mannheimsi
- Hoplolabis margarita
- Hoplolabis maria
- Hoplolabis multiserrata
- Hoplolabis obtusiapex
- Hoplolabis obtusirama
- Hoplolabis pontica
- Hoplolabis postrema
- Hoplolabis punctigera
- Hoplolabis sachalina
- Hoplolabis serenicola
- Hoplolabis serratofalcata
- Hoplolabis sororcula
- Hoplolabis spinosa
- Hoplolabis spinula
- Hoplolabis subalpina
- Hoplolabis subareolata
- Hoplolabis variegata
- Hoplolabis vicina
- Hoplolabis yezoana